# Iron Maiden (musikalbum)
Iron Maiden är det engelska heavy metal-bandet Iron Maidens självbetitlade debutalbum. Det gavs ut den 14 april 1980.  

## Låtlista
Alla låtar är skrivna och komponerade av Steve Harris, där intet annat anges. 
| 1. | Prowler              | 3:56 |
| 2. | Remember Tomorrow    | 5:30 |
| 3. | Running Free         | 3:22 |
| 4. | Phantom of the Opera | 7:02 |

| 5.           | Transylvania (instrumental) | 4:09  |
| 6.           | Strange World               | 5:43  |
| 7.           | Charlotte the Harlot        | 4:14  |
| 8.           | Iron Maiden                 | 3:43  |
| Total längd: | Total längd:                | 37:39 |

Den amerikanska utgåvan inkluderar Sanctuary som låt 7, mellan Strange World och Charlotte the Harlot. På CD-utgåvan från 1998 är Sanctuary inkluderad som låt 2, mellan Prowler och Remember Tomorrow.

## Medverkande
- Paul Di'Anno – sång
- Steve Harris – bas
- Dave Murray – gitarr
- Dennis Stratton – gitarr
- Clive Burr – trummor

## Iron Maiden

### Skivkontrakt och nya medlemmar
1979 skrev Iron Maiden ett skivkontrakt med EMI som omfattade tre garanterade album. Deras tillfälliga gitarrist Tony Parsons hade fått sparken kort innan skivkontraktet skrevs, och kontraktet skrevs av en kvartett bestående av Steve Harris, Dave Murray, Paul Di'Anno och trummisen Doug Sampson. Inför albuminspelningen behövdes en andra gitarrist och först tillfrågades Adrian Smith, men han tackade nej eftersom han själv fått skivkontrakt med sitt band Urchin. Då satte bandet in en annons i musiktidningen Melody Maker och värvade Dennis Stratton. Eftersom Doug Sampson ofta var sliten och sjuk av de allt fler klubbspelningarna fick han sparken och ersattes av Dennis Strattons kompis Clive Burr.

### Inspelning
Det fanns många välrepeterade låtar att välja mellan från bandets liveshow men det var svårare att få till det rätta ljudet i den ovana studiomiljön. I december 1979 påbörjades ett försök i en liten studio i Östra London, utan någon producent och med hjälp av ljudteknikern Guy Edwards, men det höll ingen kvalitet och resulterade inte i några sparade inspelningar. I januari gjordes ett nytt försök i Kingsway Studios i Västra London med Andy Scott från Sweet som producent, men de kom inte överens och inte heller detta resulterade i några sparade inspelningar. Istället föreslogs veteranen Will Malone som producerat Black Sabbath och Meat Loaf och han blev albumets officiella producent. Bandet ansåg dock att de aldrig fick någon vidare hjälp av honom och att de fick producera på egen hand med hjälp av Kingsways studiotekniker Martin Levan.

### Låtdetaljer
Prowler och titelspåret Iron Maiden hade tidigare spelats in på The Soundhouse Tapes på nyårsafton 1978-1979, och gjordes nu i nya inspelningar. 
Transylvania (Transsylvanien) skulle ursprungligen få text och sång, men låten förblev instrumental eftersom bandet tyckte att den redan kändes fulländad.
Steve Harris har sagt att från början var det tänkt att ha text till låten, men när de spelade den tyckte de att den lät bra som den var och lät det förbli så.
Phantom of the Opera är baserad på romanen Fantomen på Operan av den franska författaren Gaston Leroux, som även blivit film ett flertal gånger. På den engelska originalpressen kommer Paul Di'Anno tillbaka efter några sekunders tystnad och repeterar sista textraden "you torture me back at your lair", vilket är borttaget på senare pressningar liksom på alla cd-versioner men är inkluderat på streamingtjänster.
Avslutningslåten Iron Maiden, precis som bandets namn, är tagen från ett fiktivt tortyrverktyg, kallat järnjungfru på svenska, som är en sorts sarkofag där dörrens insida är klädd med vassa spikar. Det har, inte minst av Iron Maiden själva, sagts vara ett medeltida tortyrinstrument men det finns inga historiska belägg för att det faktiskt existerade innan 1800-talet, då de första exemplaren byggdes som  efterhandskonstruktioner efter en feltolkning av medeltida källor.

### Omslaget
Omslaget gjordes av Derek Riggs och föreställer bandmaskoten Eddie. Ursprungligen hette målningen Electric Matthew Says Hello och gjordes med punk i åtanke, men när Iron Maidens management hittade målningen i Riggs portfolio bad de honom att lägga till långt hår för att göra den mer hårdrock. Innan albumet släpptes hade Riggs version av Eddie synts på singelomslaget till Running Free, fast med helt mörklagt ansikte. Den tidigare EP:n The Soundhouse Tapes hade ett livefoto som omslag. 

### Singlar
- Running Free – släpptes den 8 februari 1980. Nådde plats 34 på brittiska singellistan.
- Sanctuary – släpptes den 23 maj, 1980. Nådde plats 29 på brittiska singellistan. Ursprungligen en fristående singel, som inkluderades på cd-utgåvan 1998.

## Mottagande
Albumet fick goda recensioner och nådde fjärde plats på brittiska albumlistan, där det låg kvar i femton veckor. 

## Turné
Iron Maiden hade tidigare gjort regelbundna klubbspelningar i Storbritannien med låtarna som kom att utgöra debutalbumet och uppföljaren Killers, men i samband med debutalbumet blev det en första längre turné som kallades Iron Maiden Tour och pågick under i stort sett hela 1980. Turnén tog dem för första gången ut i Europa.
Samtliga låtar från albumet har framförts live.

## Kuriosa
Iron Maiden är den allra mest spelade Iron Maiden-låten live, och har spelats på i stort sett samtliga av bandets fullängdskonserter. Den är av tradition den ständiga avslutaren av ordinarie låtlista, innan extranumren.
Berättelsen om Charlotte the Harlot skulle senare få en fortsättning i låtarna 22 Acacia Avenue, Hooks in You och From Here to Eternity, och låten spelades in i en ny version 1988 med Bruce Dickinson på sång som b-sida för singeln The Evil That Men Do.
Iron Maiden, Running Free och Sanctuary är tillsammans med Wratchchild och Murders in the Rue Morgue från Killers de enda Iron Maiden-låtar som har framförts live av alla de tre albumsångarna Paul Di'Anno, Bruce Dickinson och Blaze Bayley.
Tillsammans med The Number of the Beast ingår albumet i Robert Dimerys "1001 Albums You Must Hear Before You Die".
2017 hamnade albumet på plats 13 i Rolling Stones lista "100 Greatest Metal Albums of All Time".

## Kontroverser
Enligt rockjournalisten Dave Ling bidrog gitarristen Rob Angelo som låtskrivare på låten Sanctuary, när han var medlem i Iron Maiden 1977, men betalades £300 för att sälja rättigheterna. Steve Harris, Dave Murray och Paul Di'Anno anges som låtskrivare i alla officiella utgåvor.
Paul Day, som var Iron Maidens förste sångare mellan 1975 och 1976, påstår att han bidrog som låtskrivare till Strange World. I alla officiella utgåvor anges Steve Harris som ensam låtskrivare.